# Robert O'Hara Burke
Robert O'Hara Burke (Saint Cleram, 1820 – Cooper Creek, 1861) è stato un esploratore irlandese.

## Biografia
Giunto in Australia, nel 1860 diede il via alla spedizione di Burke e Wills, raggiungendo in tre mesi Cooper Creek. 
Con soli tre accompagnatori marciò fino al Golfo di Carpentaria (1861), ma poco dopo morì di malattia.